# Louelampi (sjö i Karleby, Mellersta Österbotten, Finland)
Louelampi eller Louhenlampi är en sjö i Finland. Den ligger i kommunen Karleby i landskapet Mellersta Österbotten, i den centrala delen av landet, 400 km norr om huvudstaden Helsingfors. Louelampi ligger 91,6 meter över havet. I omgivningarna runt Louelampi växer i huvudsak blandskog. Arean är 2,9 hektar och strandlinjen är 1,81 kilometer lång. Sjön  ingår i Perho å huvudavrinningsområde. 